# Helen Zabriski
Helen Zabriski (* 5. Juni 1910; † 14. März 1998; auch Zabriskie geschrieben, verheiratete Helen Ough) war eine US-amerikanische Badmintonspielerin.

## Karriere
Helen Zabriski wurde 1940 nationale Meisterin in den Vereinigten Staaten, wobei sie im Damendoppel mit Elizabeth Anselm erfolgreich war. Ein Jahr später erkämpften sich beide gemeinsam noch einmal Bronze im Doppel.

## Referenzen
- Annual Handbook of the International Badminton Federation, London, 27. Auflage 1969
- fold3.com

| Personendaten    | Personendaten                       |
| ---------------- | ----------------------------------- |
| NAME             | Zabriski, Helen                     |
| ALTERNATIVNAMEN  | Zabriski Ough, Helen; Ough, Helen   |
| KURZBESCHREIBUNG | US-amerikanische Badmintonspielerin |
| GEBURTSDATUM     | 5. Juni 1910                        |
| STERBEDATUM      | 14. März 1998                       |